# Cantonul Lormes
Cantonul Lormes este un canton din arondismentul Clamecy, departamentul Nièvre, regiunea Burgundia, Franța.

## Comune
| Comune                | Populație (1999) | Cod poștal | Cod INSEE |
| --------------------- | ---------------- | ---------- | --------- |
| Bazoches              | 168              | 58190      | 58023     |
| Brassy                | 621              | 58140      | 58037     |
| Chalaux               | 66               | 58140      | 58049     |
| Dun-les-Places        | 353              | 58230      | 58106     |
| Empury                | 103              | 58140      | 58108     |
| Lormes                | 1 351            | 58140      | 58145     |
| Marigny-l'Église      | 353              | 58140      | 58157     |
| Pouques-Lormes        | 165              | 58140      | 58216     |
| Saint-André-en-Morvan | 292              | 58140      | 58229     |
| Saint-Martin-du-Puy   | 353              | 58140      | 58255     |